# Énergie au Guyana
Le secteur de l’énergie au Guyana a pris une importance considérable après la découverte de réserves de pétrole et de gaz naturel au large de ce pays sud-américain, dans les années 2010.

## Secteur des hydrocarbures

### Découvertes offshore
Les eaux territoriales du Guyana contiennent des régions pétrolifères qui, bien que situées dans le prolongement de zones exploitées depuis des décennies au Venezuela et à Trinité-et-Tobago, n'ont fait l'objet que de travaux d'exploration sporadiques et limités, jusqu'aux années 2010. Les choses changent avec une découverte majeure en 2015, année où ExxonMobil, qui avait commencé à travailler dans le pays en 2008, découvre le gisement Liza, une des plus grandes découvertes pétrolières de la décennie. Après Liza, Exxon a continué ses travaux aux alentours et découvert d'autres gisements, tous situés sous une grande profondeur d'eau. 
Pendant les années 2015 à 2018, le Guyana a représenté 15 % de la quantité de pétrole conventionnel découverte dans de nouveaux gisements dans le monde.
Depuis 2015, sur les 37 puits explorés par ExxonMobil, 32 se sont révélés fructueux, soit le taux de succès le plus élevé de l'industrie dans l'histoire moderne. En 2023, les réserves du pays sont estimées à 11 milliards de barils, ce qui le place déjà au 17e rang mondial. Selon Rystad Energy, le Guyana pourrait être le quatrième producteur offshore mondial en 2035, avec 1,7 million de barils par jour.

### Production
Le premier gisement, Liza, commence à produire en décembre 2019 et plusieurs autres gisements suivent. À l'été 2023, le Guyana produit 400000 barils par jour de pétrole, et, avec plusieurs projets en développement, table sur une production de 1,3 million de barils en 2027, ce qui ferait du pays un producteur de pétrole d'importance mondiale. Les revenus pétroliers ont fait du Guyana le pays qui a le plus forte croissance économique au monde.
En 2022, Hess, racheté par Chevron en 2023, a réalisé 1,5 milliard de dollars de bénéfices au Guyana et Exxon 2,7 milliards. Or la production devrait être multipliée par trois d'ici à 2027. Les compagnies pétrolières bénéficient d'un accord avantageux passé avec l'État guyanien : les bénéfices sont partagés à 50-50 entre l'État et le consortium, les impôts sur les bénéfices et les sociétés ne sont pas prélevés sur la part des compagnies, mais sur celle de l'État. Le pétrole du Guyana possède des caractéristiques géologiques exceptionnelles : il est relativement facile à extraire et pur ; ses coûts de production sont bas, entre 25 et 35 dollars le baril ; son raffinage est aisé et il donne une grande quantité de produits transformés ; les émissions de CO2 y seraient deux fois inférieures à des projets offshore classiques.
Avec une croissance de 62 % en 2022 et 38 % en 2023, portée par le développement de l'industrie pétrolière, le PIB guyanien en 2023 devrait atteindre, selon le FMI, 16 milliards de dollars soit, par habitant, 20 540 dollars.
Le projet Yellowtail, une des 30 découvertes de pétrole d'ExxonMobil au large du Guyana, devrait apporter 250 000 barils supplémentaires par jour à partir de 2025 et contribuer à l'objectif, à terme, de 1,7 million de barils quotidiens.

### Onshore
En plus de l'offshore, un petit bassin sédimentaire situé dans le sud du pays (en pleine forêt, ce qui suscite des inquiétudes), le bassin de Takatu, pourrait aussi offrir un potentiel pétrolier.

### Conflit avec le Venezuela

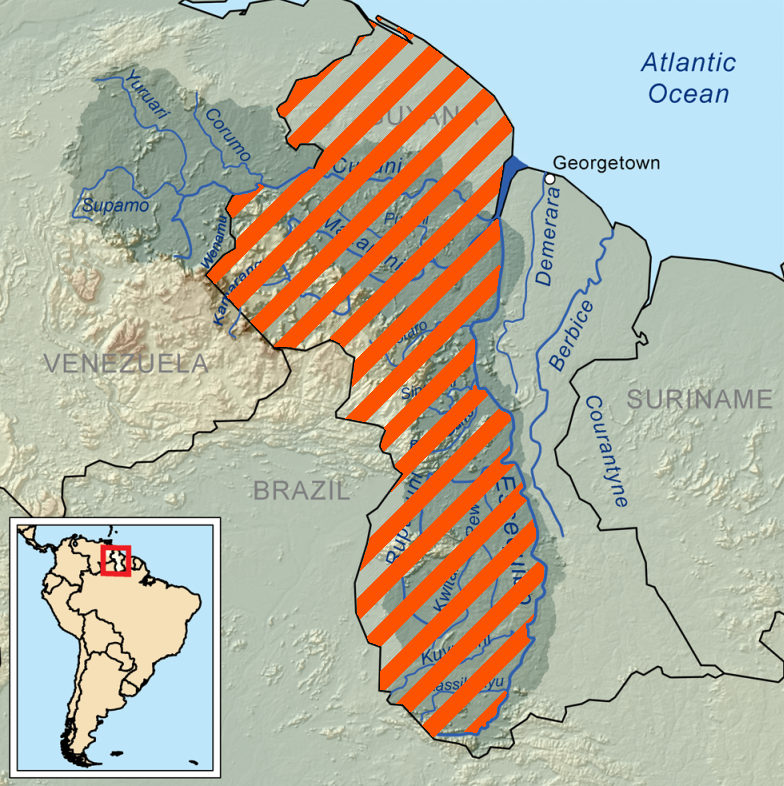
Le Venezuela considère que sa frontière est est le fleuve Essequibo.

Le Venezuela revendique environ 70 % du territoire du Guyana, qu'il désigne Guayana Esequiba. Ce conflit territorial, dont l'origine remonte à un partage colonial au début du 19e siècle, redevient d'actualité au début des années 2020, le Venezuela convoitant les nouvelles richesses pétrolières de son voisin, alors que sa propre production est en déclin. À l'automne 2023, le Venezuela annonce son intention d'organiser un référendum sur un projet d'annexion, et le Guyana demande à l'ONU de bloquer ce qu'il voit comme une menace pour son existence même.

## Secteur aval
Ne possédant aucune raffinerie, le Guyana doit importer la totalité des carburants qu'il consomme. Un appel d'offres a été lancé pour la construction d'une raffinerie, à la mi-2023, quatre candidatures ont été retenues. 
Le pays étudie aussi les moyens de valoriser le gaz associé produit par les gisements de pétrole, actuellement réinjecté. L'exportation de gaz naturel liquéfié et la pétrochimie sont des options étudiées. 

## Secteur électrique
La compagnie publique Guyana Power and Light, dont l'origine remonte à 1925, est toujours le principal producteur d'électricité, même si elle n'a plus de monopole complet. La production d'électricité est presque entièrement assurée par des groupes diesel, d'où un cout de l'électricité élevé. Si la quasi-totalité de la population est reliée au réseau, celui-ci manque de fiabilité et les coupures sont fréquentes.
En 2021, 92,9 % de la population a accès à l'électricité.
Traversé par de nombreuses rivières, le pays possède un potentiel considérable en matière d'énergie hydroélectrique. Le barrage d'Amaila Falls est en construction à Kuribrong (région de Potaro-Siparuni) sur la rivière Amaila, il doit avoir une capacité de 165 MW et entrer en service en 2025.

## Renouvelables
Comme tous les pays producteurs de canne à sucre, le Guyana dispose de coproduits de cette filière qui sont valorisables énergétiquement, la bagasse, un résidu similaire à du bois, et la mélasse, qui peut servir à la production d'éthanol. Ce potentiel est encore peu utilisé.